# Bathyporeia elegans
Bathyporeia elegans är en kräftdjursart som beskrevs av Watkin 1938. Bathyporeia elegans ingår i släktet Bathyporeia och familjen Pontoporeiidae. Inga underarter finns listade i Catalogue of Life.

## Bildgalleri

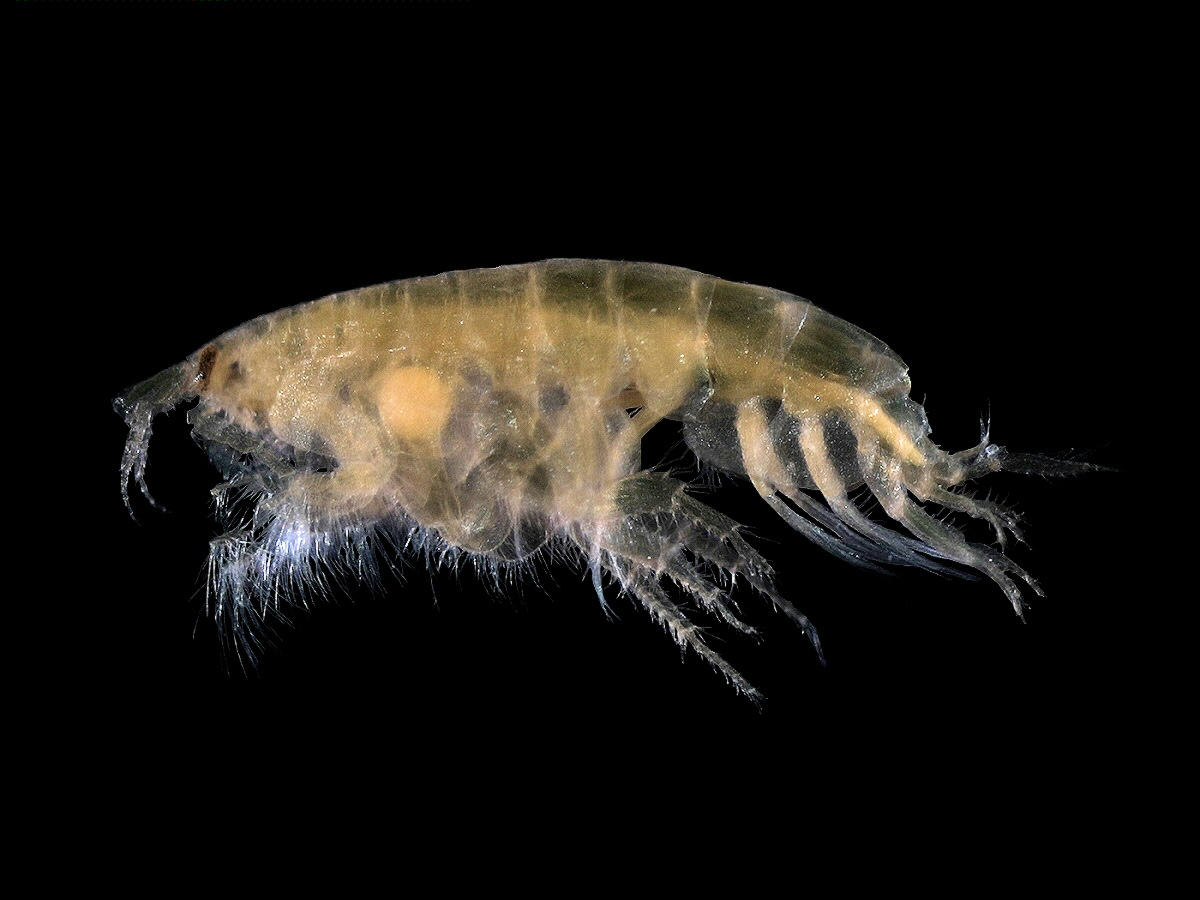